# Pim Veth
Pim Veth (Rotterdam, 30 januari 1975) is een Nederlands presentator, voice-over en (stem)acteur.
Veth volgde een theateropleiding bij De Trap. Hij werd bekend bij het grote publiek toen hij in 1998 begon met acteren in de soap Goudkust, waarna hij in 1999 een rol kreeg in Blauw blauw.

## Acteur

### Televisie
- 1987 Familie Oudenrijn - Flip Oudenrijn
- 1995 Voor hete vuren
- 1997 Kind aan huis
- 1998 Oppassen!!! - Klant in supermarkt
- 1998 Combat - Marechaussee
- 1998 Goudkust - Joris (vriend van Harm Cloppenburg)
- 1999 Blauw blauw - Stefan Hart
- 2000 ONM - Clint Bronkhorst
- 2001 Oppassen!!!
- 2002 Wildschut & De Vries - Eddie Westman
- 2003 Volgens hem, volgens haar
- 2004 ZOOP - Diablo Arends
- 2005 Costa! de Serie - Ron
- 2006 Rozengeur & Wodka Lime - Stefan Wouters
- 2008 Voetbalvrouwen - Bargast
- 2009 Gooische vrouwen - Glazenwasser
- 2012 Koen Kampioen - Ernst
- 2013 Flikken Maastricht - Lid van de familie Dreesen op begrafenis
- 2013-2014 Sophie's Web - Peter

### Film
- 2005 The End - Peter
- 2009 Wat is daarop uw antwoord? - Martijn

### Theater
- 1996 Waterzaad
- 1997 Rashomon
- 1999 Holland in 3-D
- 2001-2003 Saturday Night Fever - Frank Manero jr.

### Stemacteur
- 2004 Martin Mystery - Martin Mystery
- 2004 Terkel in de shit - saki
- 2006 Open Season - Elloit
- 2008 Star Wars: The Clone Wars - Anakin Skywalker
- 2008-2020 Star Wars: The Clone Wars (animatieserie) - Anakin Skywalker
- 2010-2011 Winx Club - Ogron
- 2011 The Muppets - Jack Black
- 2012-2017 Ultimate Spider-Man - Harry Osborn
- 2013-2019 Avengers Assemble - Bucky Barnes / Winter Soldier
- 2014-2018 Star Wars Rebels - Anakin Skywalker
- 2015-2020 Wat Beren Leren - Grizz
- 2015 Disney Infinity - Anakin Skywalker
- 2016 Alicia weet wat te doen! - Victimok
- 2022 Star Wars: Tales of the Jedi - Anakin Skywalker

## Presentator

### Televisie
- 2003 Lucky Letters
- 2004 Rangers!
- 2007 PlaceMatch
- 2009-2011 voice-over TMF Toons

### Radio
- 2002-2003 Dj bij ID&T Radio
- 2005 "Brommers Kiek'n" BNN samen met Sophie Hilbrand